# Berthe Brincour
Dorothea Maria Bertha (Berthe) Brincour (Luxemburg-Stad, 17 november 1879 – aldaar, 15 maart 1947) was een Luxemburgs kunstschilder en tekenaar.

## Leven en werk
Berthe Brincour was een dochter van advocaat en politicus Joseph Brincour en Maria Huber. Ze studeerde aan de kunstacademie van München. Ze verbleef vanwege haar gezondheid een tijd lang in Genève en Lausanne, later trok ze naar Parijs (1934-1941). 
Brincour schilderde en tekende landschappen, mensfiguren en stillevens. Van 1906 tot 1924 nam ze deel aan de salons van de Cercle Artistique de Luxembourg. Op de wereldtentoonstelling van 1910 in Brussel ontving ze een bronzen medaille. Vanaf 1930 was ze lid van de Société des Artistes Indépendants in Parijs en nam ze deel aan de Salon des Indépendents en de Salon des Tuileries.
Berthe Brincour keerde in 1941 terug naar Luxemburg. Ze overleed er in 1947, op 67-jarige leeftijd en liet haar werken en kunstcollectie na aan de Luxemburgse staat. Een half jaar later werd in de stad Luxemburg een tentoonstelling gehouden. In 1966 werd in Galerie d’Art Municipale in Esch-sur-Alzette een dubbeltentoonstelling gehouden met werken van Brincour en Sosthène Weis.

## Enkele werken

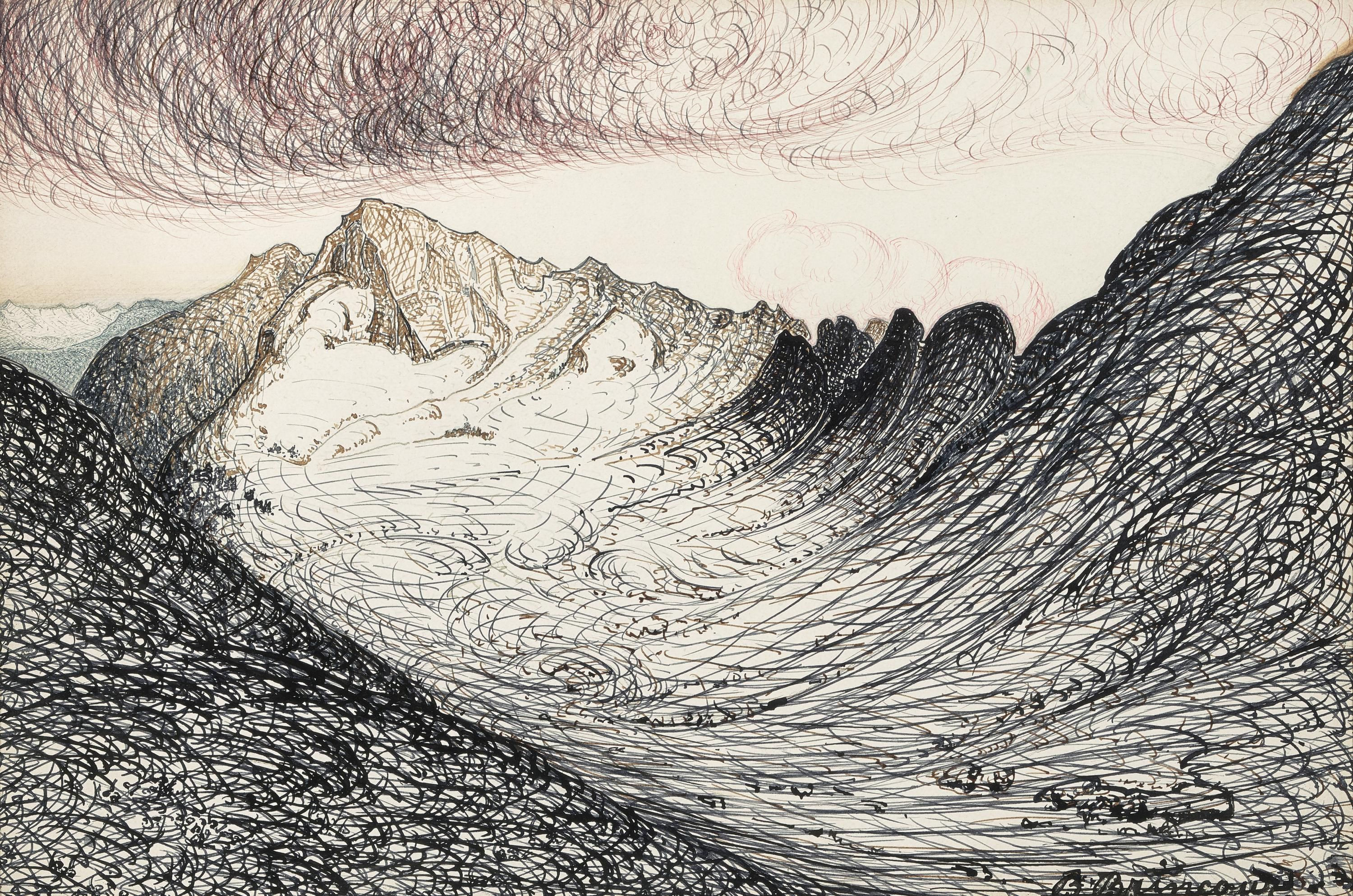
Alpenlandschap
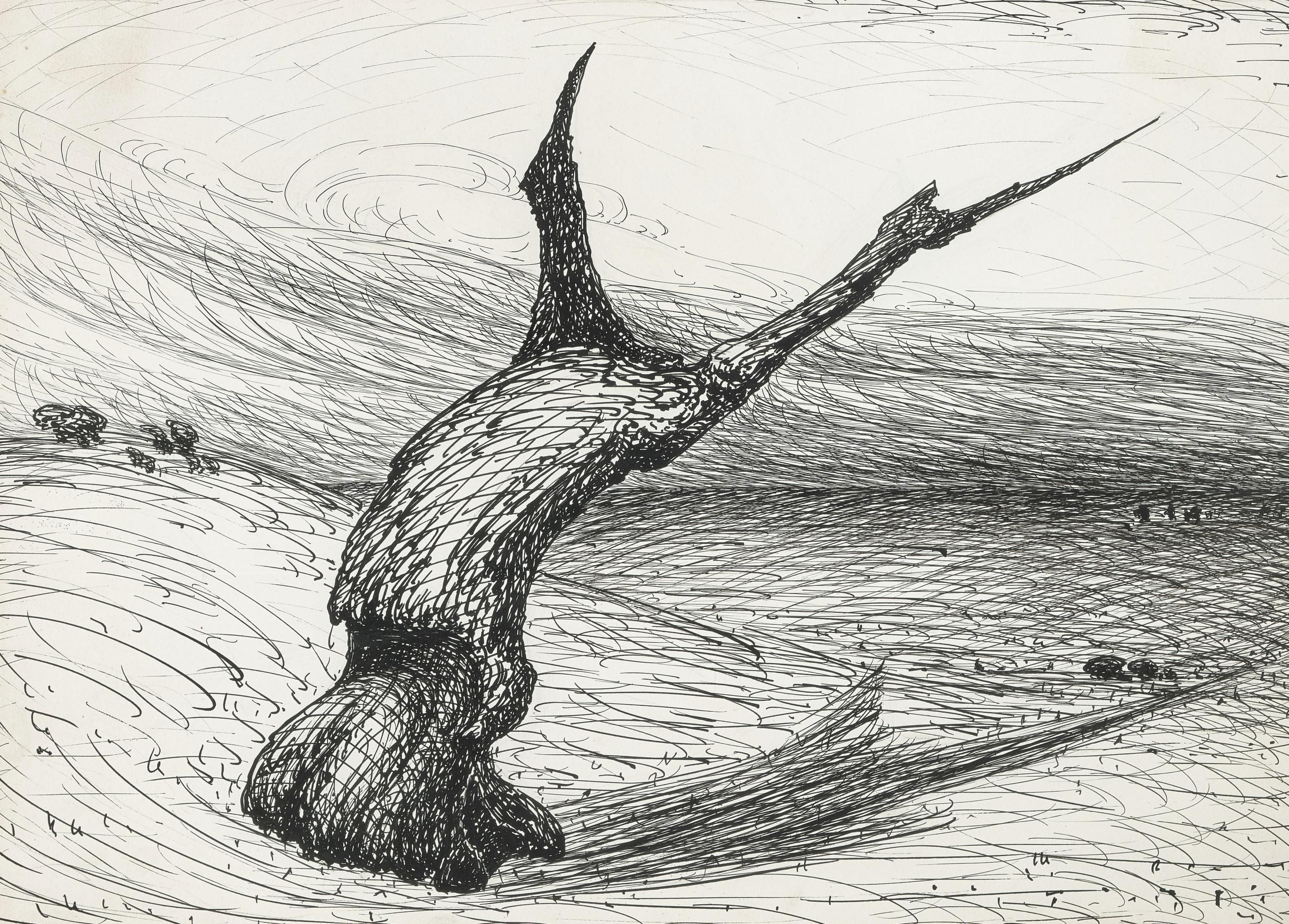
Boomstronk in een leeg landschap
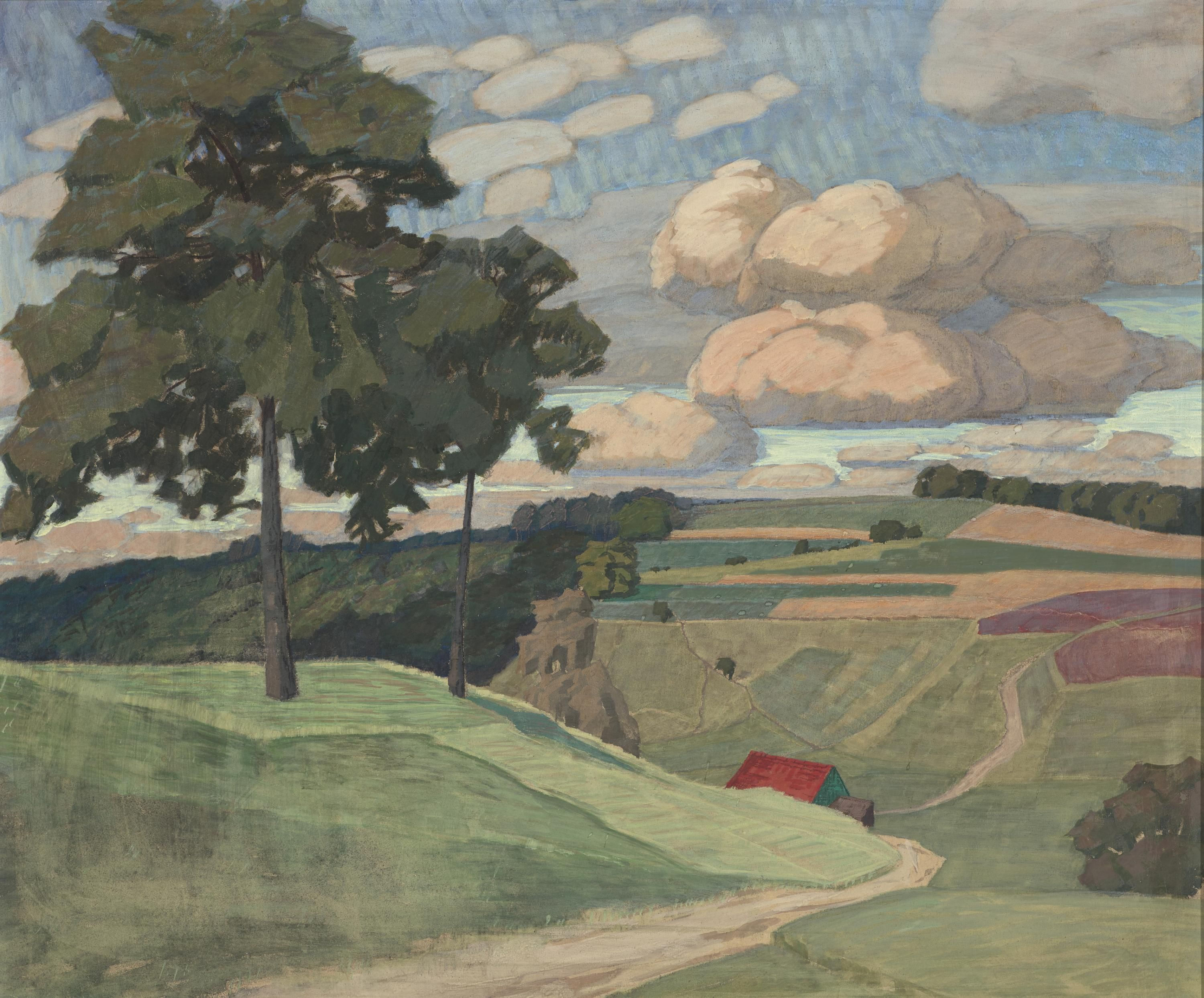
Plateaulandschap
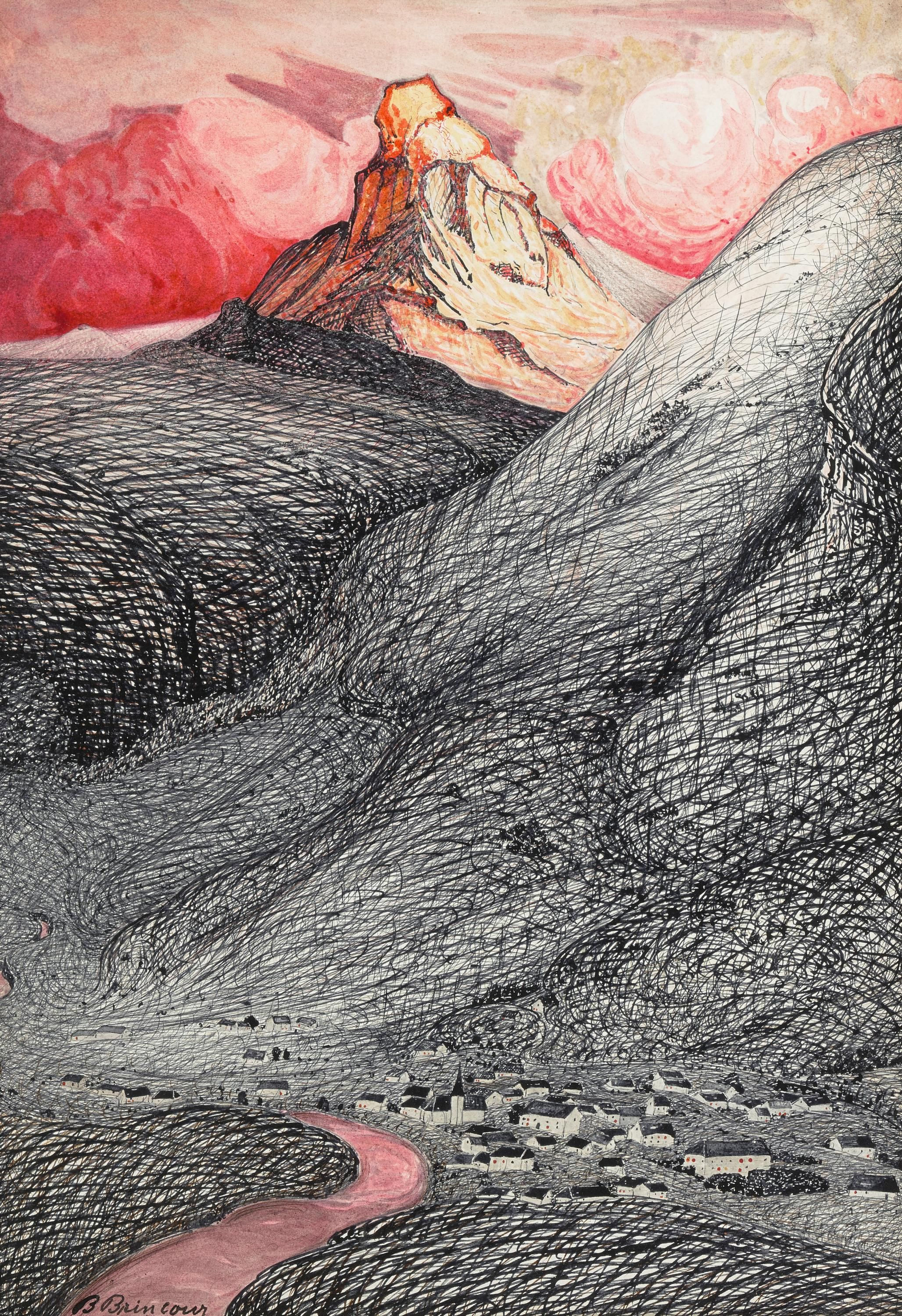
Schemering in het hooggebergte (met dorp)
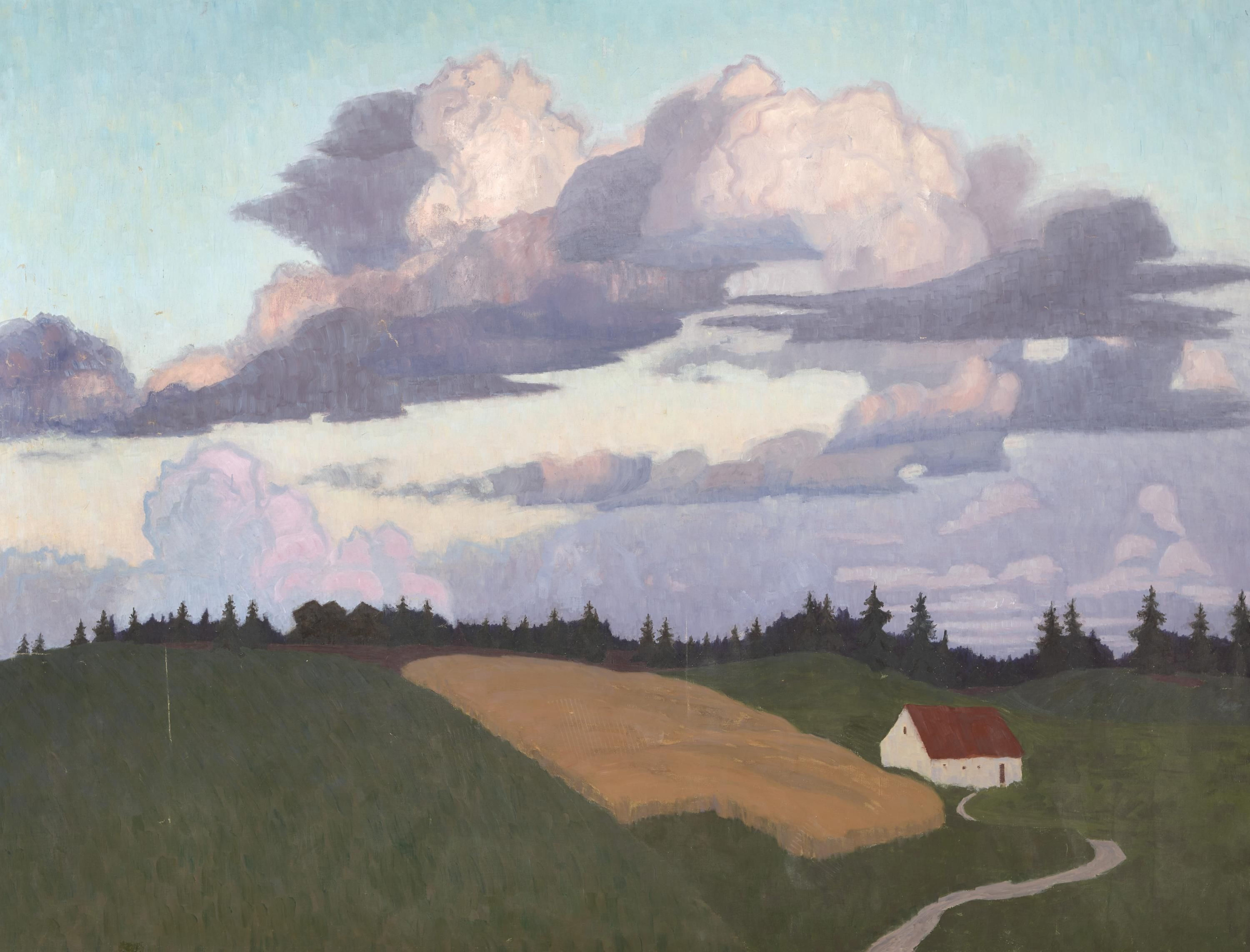
Boerderij en een veld aan de rand van een sparrenplantage
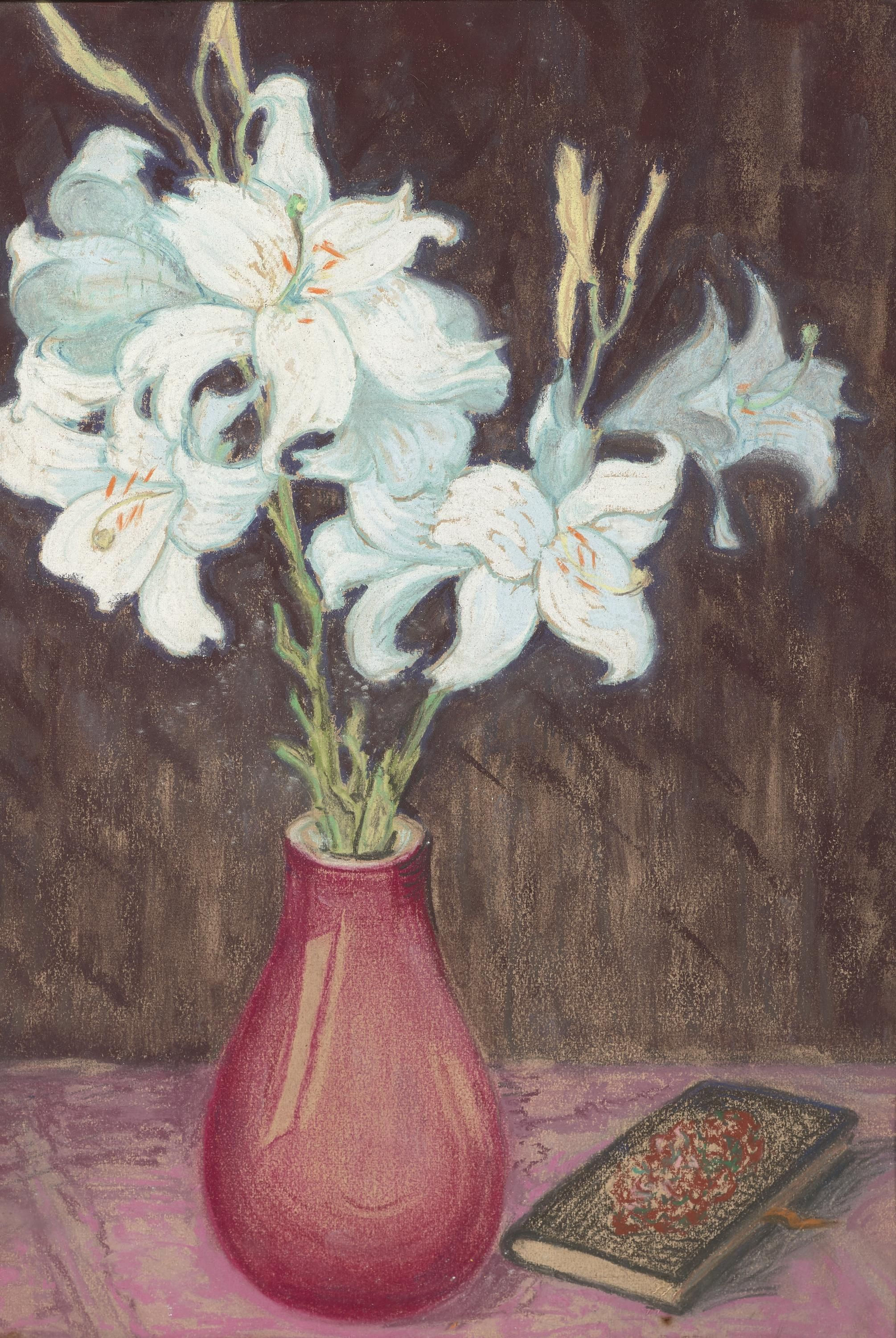
Witte lelies in een rode vaas
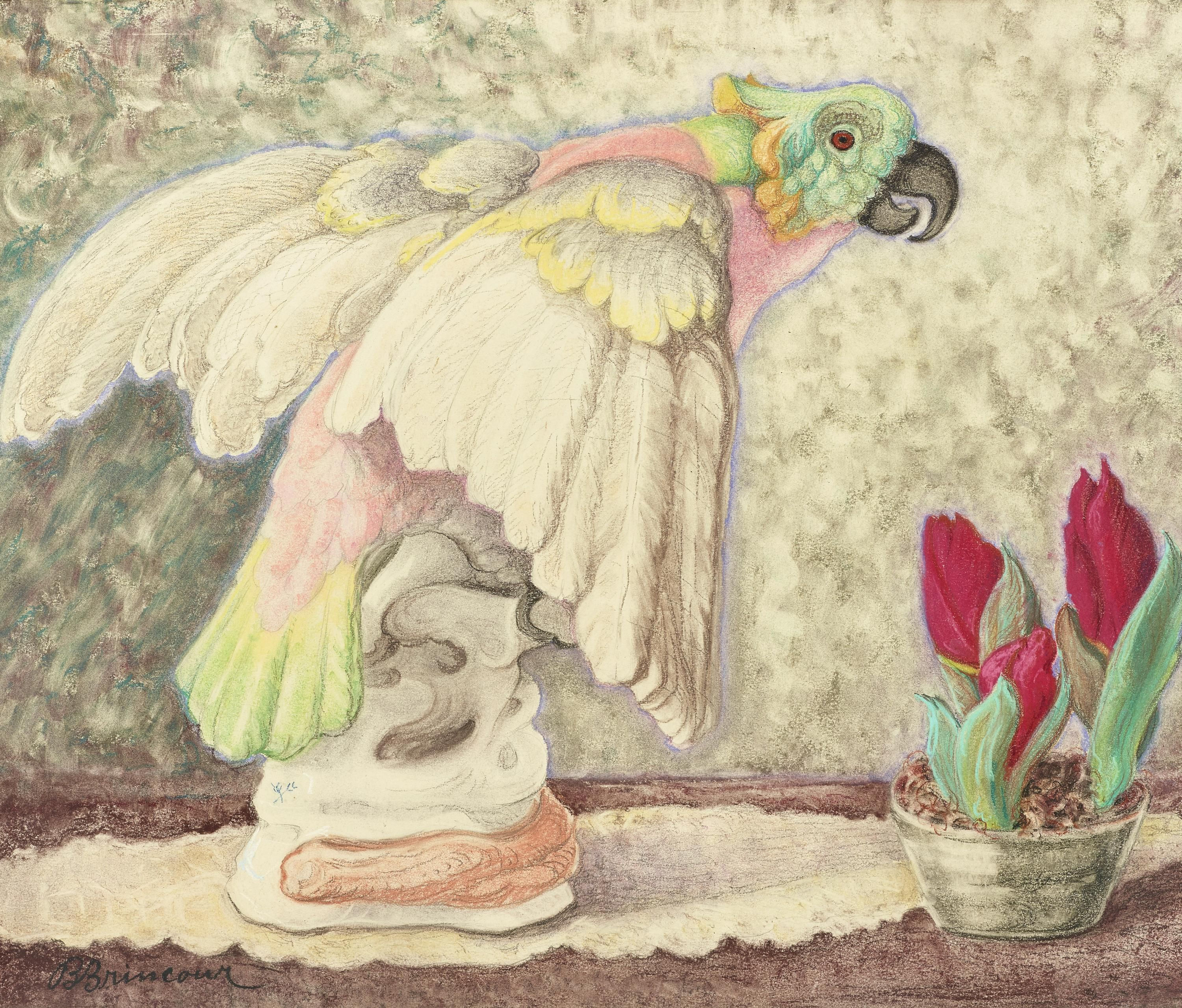
Stilleven met een porseleinen papegaai
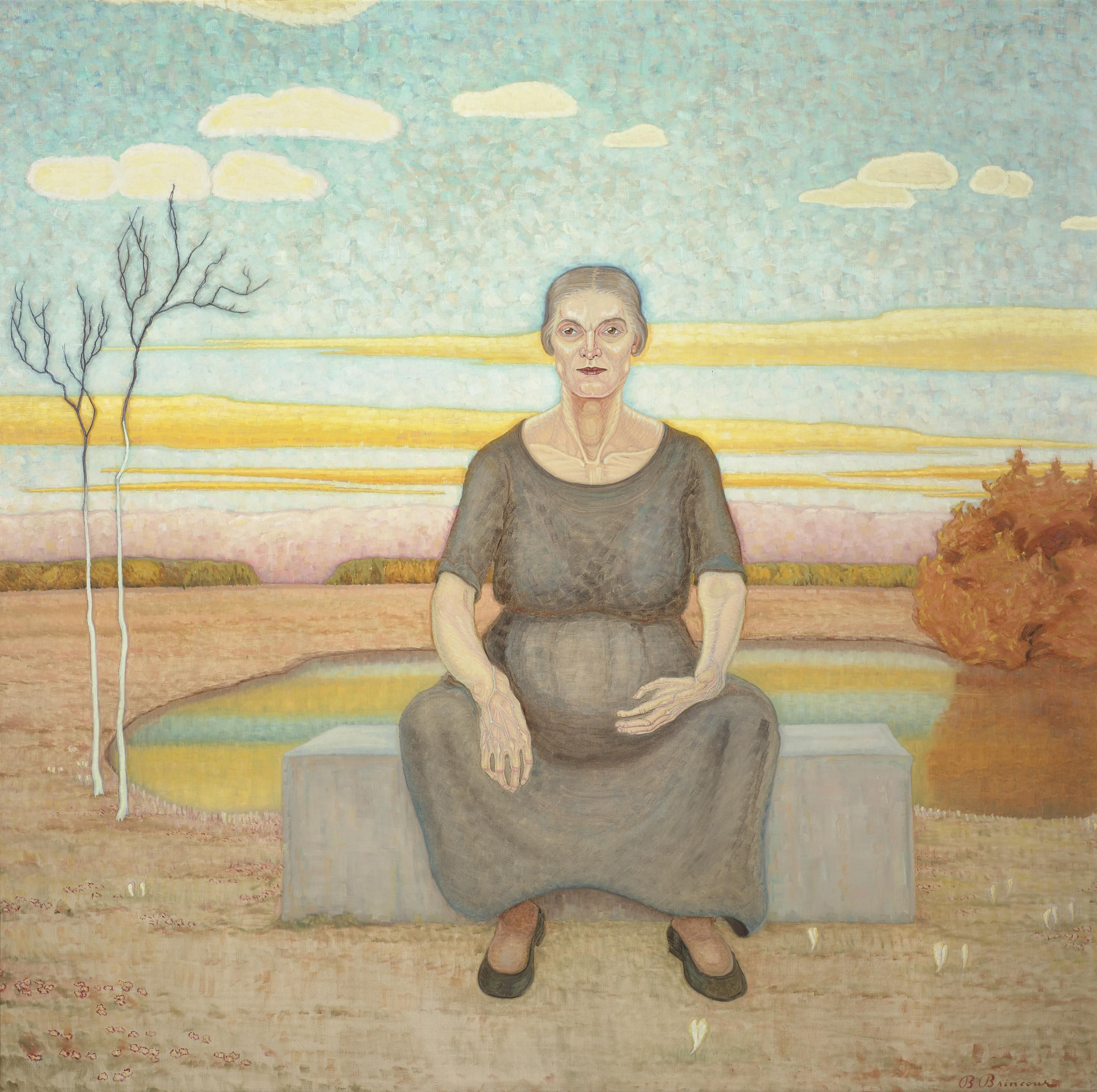
Vrouw alleen voor een landschap
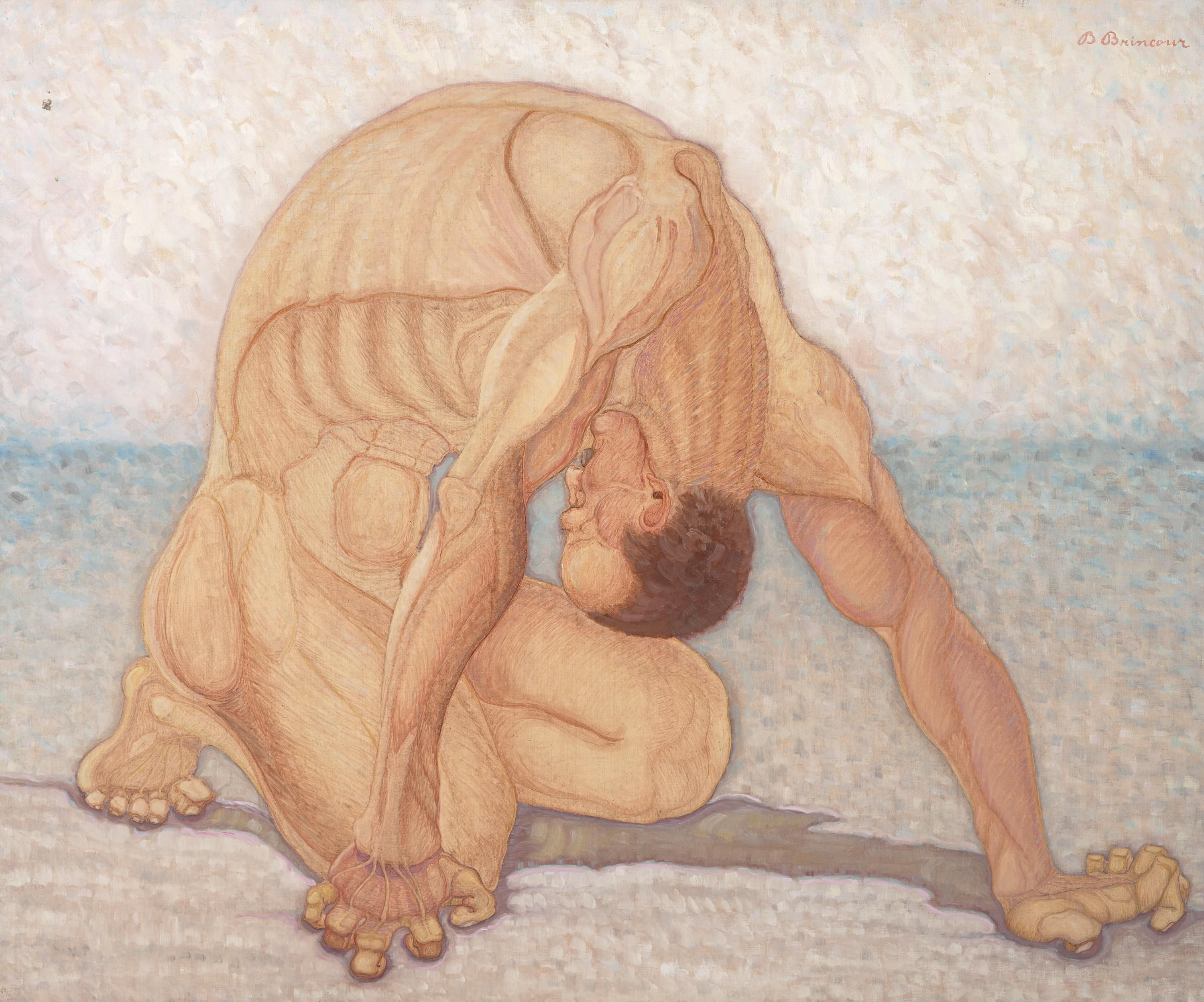
Knielende man, voorover gebogen
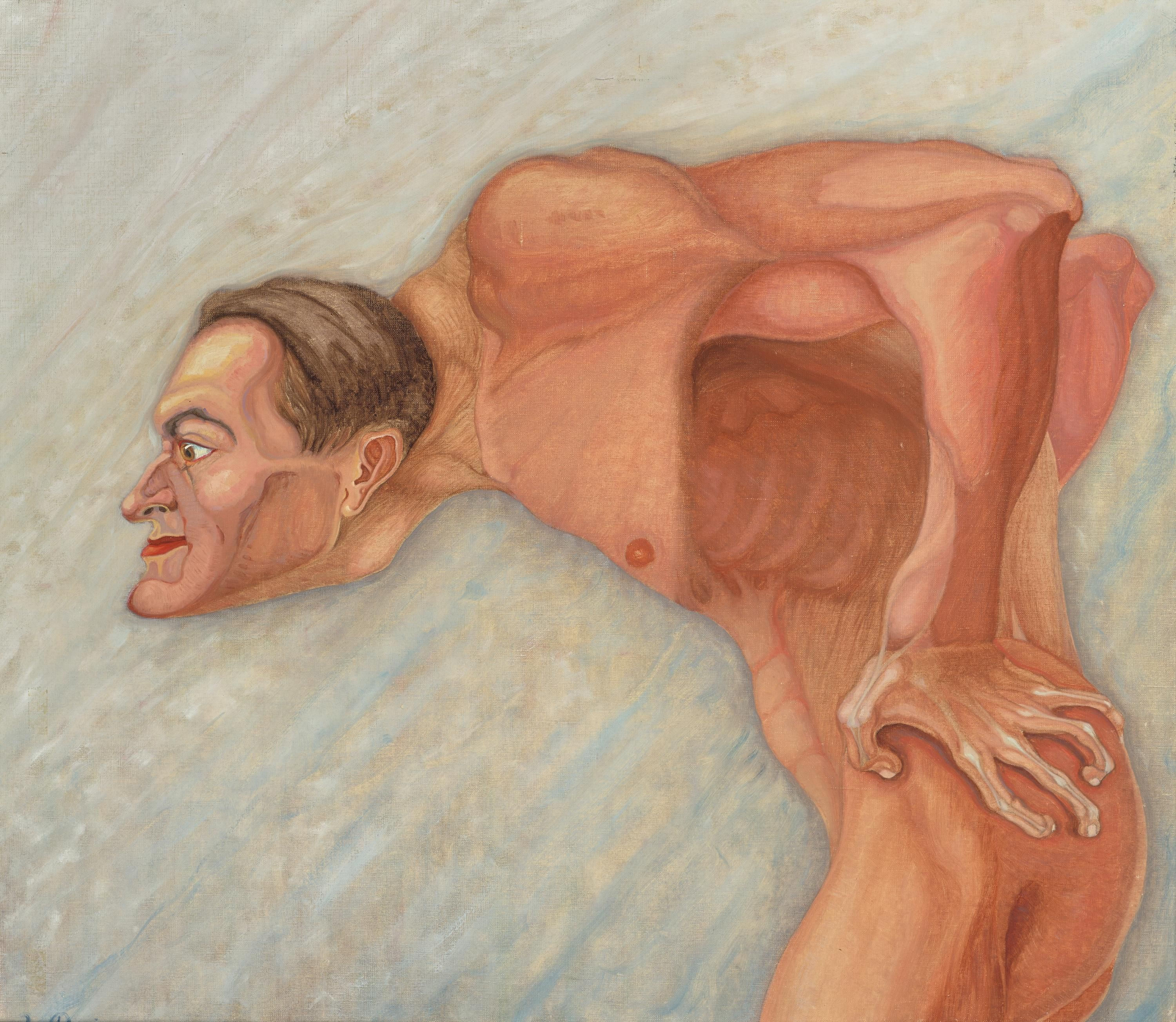
Mannelijk naakt bewegend in de ruimte
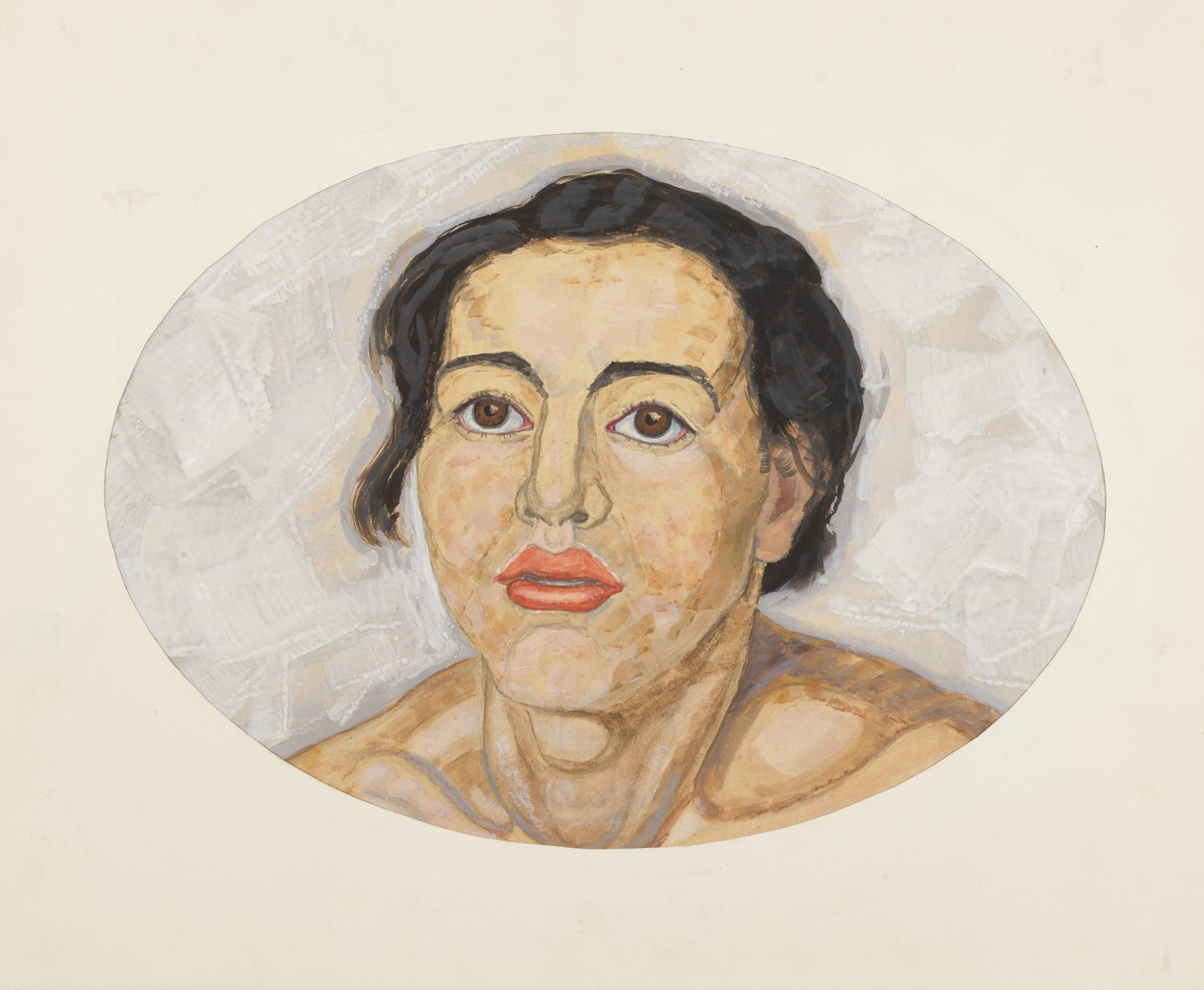
Zelfportret

- Musée national d'archéologie, d'histoire et d'art: lkl000021
- RKD-Nederlands Instituut voor Kunstgeschiedenis: 12604